# Катастрофа Boeing 707 на Санта-Марии
Катастрофа Boeing 707 на Санта-Марии (также известная как Катастрофа Азорских островов) — крупная авиационная катастрофа, произошедшая в среду 8 февраля 1989 года. Авиалайнер Boeing 707-331B авиакомпании Independent Air выполнял чартерный межконтинентальный рейс IDN 1851 по маршруту Бергамо—Санта-Мария—Пунта-Кана, но при заходе на посадку в Санта-Марии врезался в склон Пику-Алту в 7 километрах от Санта-Марии. Погибли все находившиеся на борту 144 человека — 137 пассажиров и 7 членов экипажа.
На 2025 год остаётся крупнейшей авиакатастрофой в истории Португалии.

## Сведения о рейсе 1851

### Самолёт
Boeing 707-331B (заводской номер 19572, серийный 687) был выпущен в 1968 году (первый полёт совершил 11 марта). Оснащён четырьмя турбореактивными двигателями Pratt & Whitney JT3D-3B (HK). Имел первоначальный бортовой номер N28727, так как предназначался для авиакомпании Trans World Airlines (TWA); от TWA с 22 марта 1968 года по 30 июня 1980 года сдавался в лизинг компании «Aramco». 26 августа 1983 года был куплен лизинговой компанией I.A.L. Air Services Inc., от которой 8 сентября того же года был сдан в лизинг авиакомпании Atlanta Skylarks (в ней его б/н сменился на N7231T), которая в декабре 1984 года была преобразована в Independent Air — небольшую авиакомпанию, выполнявшую чартерные рейсы для различных туроператоров и армии США, в авиапарке которой было всего 2 Boeing 707 (N7232X и N7231T). На день катастрофы 20-летний авиалайнер совершил 12 859 циклов «взлёт-посадка» и налетал 44 755 часов (из них с момента последней проверки — 48 циклов «взлёт-посадка» и 186 часов 54 минуты).

### Экипаж
Состав экипажа рейса IDN 1851 был таким:
- Командир воздушного судна (КВС) — 41-летний Дуглас Л. Догерти (англ. Douglas L. Daugherty). В 1971 году получил лицензию пилота-любителя и позже стал пилотом вертолёта в армии США, в 1975 году устроился авиадиспетчером гражданской авиации, при этом также работал пилотом вертолёта в Национальной гвардии армии Теннесси. В октябре 1981 года был квалифицирован на бортинженера Boeing 727, а в мае 1986 года — на командира. В авиакомпании Independent Air проработал 1 год и 10 месяцев (с апреля 1987 года). В должности командира Boeing 707 — с 8 июля 1988 года (до этого управлял им в качестве второго пилота). Налетал 7766 часов, 766 из них на Boeing 707 (488 из них в должности КВС) и 2259 из них на Boeing 727 (1912 из них в должности КВС); налёт за предшествующие 30 дней — 22 часа 36 минут. Коллегами характеризовался как фанат авиации, в свободное время любивший летать на собственном частном самолёте[5][6]. В декабре 1988 года перенёс операцию на одной из ног, чтобы исправить последствия травмы, полученной в юности. Восстановление после операции потребовало около 6 недель, но не требовало дополнительного лечения, и 25 января 1989 года он вернулся к полётам. Впоследствии один из его друзей рассказал, что за неделю до катастрофы, когда они выполняли полёт на частном самолёте, КВС испытывал дискомфорт в больной ноге и не мог нажимать на педали руля направления[6].
- Второй пилот — 36-летний Сэмюэл Эдкук (англ. Samuel Adcock). В 1980 году получил лицензию пилота-любителя. С 1983 года по октябрь 1988 года работал пилотом-инструктором в нескольких небольших авиакомпаниях штата Теннесси (вторым пилотом, КВС и старшим пилотом); в частности, на последней работе (до прихода в Independent Air) 1 год и 8 месяцев проработал старшим пилотом Piper PA-31. В авиакомпанию Independent Air устроился в октябре 1988 года (проработал в ней 4 месяца), где был направлен на начальные курсы по полётам на Boeing 707, которые завершил 23 ноября. После теоретического обучения были также 3 урока на симуляторе продолжительностью 5 часов, 6 часов в качестве наблюдателя, и 26 ноября был проведён контрольный полёт; общая продолжительность обучения составила 194 часа. 28 ноября был допущен к стажировке, которая началась 15 декабря и включала в себя 8 полётов, 9 взлётов и 9 посадок общей продолжительностью 34 часа. 23 января 1989 года был квалифицирован на второго пилота Boeing 707. Налетал 3764 часа, 64 из них на Boeing 707; налёт за предшествующие 30 дней — 37 часов 42 минуты[6]. Впоследствии во время расследования было установлено, что незадолго до устройства в авиакомпанию у второго пилота умерла мать, а он сам испытывал финансовые трудности, в связи с чем и устроился в Independent Air; в то же время подруга второго пилота заявила, что он успел оправиться от потери матери и решить проблемы с деньгами, а также был доволен новым местом работы. Также выяснилось, что он часто страдал от обострений аллергии и занимался самолечением при помощи антигистаминов[6].
- Бортинженер — 34-летний Хорхе Гонсалес (англ. Jorge Gonzalez). В 1981 году получил лицензию бортинженера после прохождения службы в ВВС США, где управлял самолётом Lockheed C-5A Galaxy; также управлял самолётом Boeing 727. В авиакомпанию Independent Air устроился в 1987 году (проработал в ней 2 года и 2 месяца). В должности бортинженера Boeing 707 — с 6 августа 1988 года. Налетал 6756 часов — 1056 на Boeing 707, 2888 на Boeing 727 и 2823 на Lockheed C-5A Galaxy; налёт за предшествующие 30 дней — 95 часов 48 минут. Коллегами характеризовался как профессионал в своей работе, который имел собственный набор навигационных карт, мог контролировать заход на посадку и доводить до пилотов нужную информацию[6]. Впоследствии во время расследования было установлено, что бортинженер проходил лечение у психиатра от агрессии, так как та привела к серьёзным проблемам в его семье; но также было отмечено, что он делал серьёзные успехи в лечении и за день до катастрофы позвонил жене, чтобы обсудить примирение. Также выяснилось, что с апреля 1988 года он проходил еженедельное лечение в связи с хронической аллергией, а последнее обострение произошло за 6 дней до катастрофы[7].

В салоне самолёта работали четыре стюардессы:
- Иветт Мюррей (англ. Yvette Murray), 26 лет. Она была помолвлена с командиром экипажа, в мае 1989 года они планировали пожениться.
- Анджела Урбан (англ. Angela Urban), 24 года.
- Хелен Циглер (англ. Helen Ziegler), 45 лет.
- Сабрина Кромарти (англ. Sabrina Cromarty), 27 лет.

## Хронология событий

### Предшествующие обстоятельства
3 февраля экипаж в данном составе (КВС Догерти, второй пилот Эдкук и бортинженер Гонсалес) выполнил рейс в Монтего-Бей (Ямайка), а 4 февраля выполнил рейсы в Форт-Уэрт (Техас) и в Денвер (Колорадо). 5 февраля экипаж вернулся в Монтего-Бей, где получил задание на чартерный рейс IDN 1851 из Милана (Италия) в Пунта-Кану (Доминиканская Республика) с промежуточной посадкой на Санта-Марии (Азорские острова, Португалия). 7 февраля после перелёта продолжительностью 10 часов 40 минут самолёт Boeing 707-331B борт N7231T приземлился в Генуе (Италия); изначально посадка должна была производиться в миланском аэропорту Мальпенса, но плохая погода внесла коррективы. Далее через 3 часа лайнер приземлился в Бергамо, который находился вблизи запланированного аэропорта вылета. О следующих 46 часах нахождения пилотов в отеле неизвестно, но ранним утром 9 февраля, согласно показаниям свидетелей, они покинули отель в хорошем настроении.
Согласно плану полёта, вылет из Бергамо должен был быть в 08:00, но из-за тумана самолёт задержался в Генуе и смог приземлиться в аэропорту Бергамо лишь в 07:20. Далее, согласно плану, продолжительность первого отрезка маршрута (Бергамо—Санта-Мария) должна была составлять 4 часа 10 минут с посадкой на ВПП № 33. В плане полёта координаты аэропорта Санта-Мария были указаны как N36756 (широта) и W025096 (долгота), возвышение ВПП 0 метров. Но на самом деле указанные координаты не соответствовали ни аэропорту Санта-Мария, ни какому-либо его навигационному оборудованию, а его фактический уровень аэродрома составлял 93 метра. Также в ходе расследования было отмечено, что аэронавигационные карты для аэропорта Санта-Мария были датированы 1 февраля 1962 года и за прошедшие 27 лет не корректировались.
В 10:04 рейс IDN 1851 вылетел из Бергамо, на его борту находились 7 членов экипажа и 137 пассажиров.

### Катастрофа
Во время полёта выяснилось, что при радиообмене между рейсом 1851 и авиадиспетчерами на высоких частотах (HF) связь часто пропадала, хотя на земле работала без сбоев. В 12:46:33 пилоты перешли на связь с диспетчерским центром аэропорта Санта-Мария и доложили о проходе точки 38° с. ш. 20° з. д., обязанности авиадиспетчера в это время выполнял стажёр. Впоследствии во время расследования выяснилось, что радиообмен вёлся с нарушениями фразеологии; также авиадиспетчер практически избегал слова Decimal, означающего десятичную точку. Радиообмен с землёй вёл преимущественно второй пилот, лишь в 13:43:57 бортинженер запросил сводку о погоде; на это в 13:44:20 авиадиспетчер передал: Один восемь пять, ветер два шесть ноль… Четырнадцать, да четырнадцать узлов, порывы до два четыре узла, видимость более десяти километров, один октант на один два ноль ноль футов, три октанта на три тысячи футов, температура один семь, QNH один ноль один девять. При этом, передавая сводку о погоде, авиадиспетчер использовал нестандартное выражение at в предложении один октант на один два ноль ноль. Из-за помех в эфире пилоты услышали это как один октант два два ноль ноль и сделали ложный вывод, что на этой высоте облаков нет.
В 13:56:47, когда рейс 1851 выполнял снижение к аэропорту и проходил эшелон FL220 (6705 метров), авиадиспетчер передал: Индепендент один восемь пять один, вас понял, снижайтесь… три тысячи футов, QNH один ноль два семь, полоса будет один девять; в этом сообщении стажёр совершил грубую ошибку, так как доложил экипажу о приведённом давлении 1027 гПа, тогда как фактическое было 1018,7 (или округлённо 1018); то есть на 9 гПа ниже. Авиадиспетчер-наставник заметил это и хотел передать пилотам исправленную информацию, но в этот момент его отвлёк телефонный звонок. Также сам экипаж не заметил передачу повышенного давления, которое 12 минутами ранее было гораздо ниже. Этому могло способствовать присутствие в кабине пилотов женщины, предположительно стюардессы, чей голос был зафиксирован речевым самописцем в 13:48:30 и в 14:04:09 .
В 13:56:59 второй пилот сообщил авиадиспетчеру: Снижаемся до двух тысяч футов, после чего в 13:57:02 сделал паузу и в это время на заднем плане прозвучала фраза (вероятно, от КВС): Он говорил три. Затем в 13:57:07 второй пилот продолжил: один ноль два семь. Это было последнее радиосообщение с борта рейса IDN 1851, но его первую часть авиадиспетчер не услышал, так как продолжал говорить, что посадка будет на взлётную полосу № 19, и не знал, что лайнер продолжает снижаться ниже безопасной высоты 914 метров до 609 метров и летит прямо на склон Пику-Алту.
В 14:02 на скорости 481 км/ч самолёт прошёл высоту 6500 футов и попал в зону лёгкой турбулентности, на это в 14:03 второй пилот заметил: А после двух тысяч мы будем ниже этих облаков. В 14:06 при скорости 463 км/ч рейс 1851 занял высоту 609 метров. В 14:07, летя в облаках, лайнер прошёл Санта-Барбару при фактической высоте около 700 футов над землёй, когда на скорости 412 км/ч попал в зону сильной турбулентности. В 14:07:52 КВС сказал: Не могу удержать, этот с…кин сын скачет вверх и вниз, второй пилот тут же предложил помощь, но командир дал отрицательный ответ. Затем в 14:08:00 из-за турбулентности высота резко подскочила с 1751 футов до 1869 футов, следом радиовысотомер выдал сигнал предупреждения, а в наборе высоты из-за турбулентности также сработал сигнал GPWS о близости земли, который длился около 5 секунд. Но пилоты никак не отреагировали на это.
В 14:08:12 на расстоянии 7 километров от аэропорта Санта-Мария летевший в облаках рейс IDN 1851 врезался в стену у дороги, проходящей по гребню вершины горы Пику-Алту на фактической высоте 1795 футов над уровнем моря, и, промчавшись сквозь лесистый склон горы (деревья на нём были около 30-40 сантиметров в диаметре), полностью разрушился. Столкновение с горой произошло с восточной стороны и настолько близко от вершины, что часть обломков лайнера оказалась на её западном склоне. Все 144 человека на его борту погибли. На 2023 год эта авиакатастрофа занимает первое место в истории Португалии и 4-е в истории самолёта Boeing 707 (после катастроф в Таифе, Кано и Агадире).

## Расследование
Расследование причин катастрофы рейса IDN 1851 проводила комиссия Департамента по предупреждению и расследованию авиационных происшествий (порт. Gabinete de Prevenção e Investigação de Acidentes com Aeronaves, GPIAA).
Найденные на месте катастрофы высотомеры имели выставленное давление 1028 и 1026 гПа, а высота по ним составляла 2000 футов (609 метров). Завышение давления на 9 гПа привело к завышению показаний на 240 футов (73 метра), но с учётом расстояния до вершины горы Пику-Алту и высоты растущих на горе деревьев был сделан вывод, что эта разница не оказала существенной роли в катастрофе, в отличие от решения пилотов опуститься ниже безопасной высоты 3000 футов (914 метров), которая была указана на навигационных картах.
Окончательный отчёт расследования был опубликован 5 февраля 1992 года.
Согласно отчёту, катастрофе рейса IDN 1851 способствовали 10 факторов:
1. Авиадиспетчер на башне аэропорта Санта-Мария указал значение QNH на 9 гПа выше фактического значения, что привело к показаниям высотомеров на 240 футов (73 метра) выше фактической высоты.
2. Нарушение правил радиообмена вторым пилотом, который начал повторять указание о снижении до 2000 футов (609 метров) до того, как авиадиспетчер закончил сообщение.
3. Авиадиспетчер на башне в нарушение правил не стал требовать от экипажа полного повторения полученной информации.
4. Несоблюдение экипажем принципов «Правила стерильной кабины», опубликованных в соответствующих руководствах авиакомпании, включая нарушение дисциплины в кабине и переговоров при подходе, когда надо вслух повторять высоту снижения, а также неофициальные разговоры в кабине при снижении ниже 10 000 футов (3050 метров).
5. Безразличность экипажа к нарушению минимальной установленной высоты, которая была известна как минимум одному члену экипажа, а также пренебрежение предупреждениями об опасной высоте.
6. Нарушение фразеологии радиообмена экипажем и авиадиспетчером при переговорах.
7. Небольшой опыт экипажа (особенно второго пилота) выполнения межконтинентальных рейсов.
8. Недостаточная подготовка экипажа по действиям при срабатывании сигналов GPWS, в том числе по выполнению манёвра уклонения.
9. Использование маршрута, который не соответствовал указаниям Сборника аэронавигационной информации из Национального института авиации Португалии (AIP Portugal).
10. План полёта рейса 1851, конечным пунктом которого был не радиомаяк SMA, был составлен без использования информации из Сборника аэронавигационной информации.

## Культурные аспекты
Катастрофа рейса 1851 Independent Air показана в 23 сезоне канадского документального телесериала Расследования авиакатастроф в серии Неточные сигналы.

### Комментарии
1. ↑  Здесь и далее указано среднее время по Гринвичу — GMT
2. ↑  Авиадиспетчер имел ввиду приведение к уровню моря